# Gran Premio Fiera del Riso
Le Gran Premio Fiera del Riso est une course cycliste italienne disputée autour de Isola della Scala, en Vénétie. Elle est organisée par le VC Isolano.
Durant son existence, cette épreuve fait partie du calendrier régional de la Fédération cycliste italienne, en catégorie 1.19. Elle est donc réservée aux coureurs espoirs (moins de 23 ans) ainsi qu'aux élites sans contrat.

## Palmarès
| Année | Vainqueur              | Deuxième          | Troisième               |
| ----- | ---------------------- | ----------------- | ----------------------- |
| 1999  | Luciano Pagliarini     | Giacomo Montanari | Cristiano Parrinello    |
| 2000  | Mirco Lorenzetto       | Marco Menin       | Francesco Chicchi       |
| 2001  | Andrea Ballan          | Ruben Bongiorno   | Gianluca Geremia        |
| 2002  | Francesco Chicchi      | Danilo Napolitano | Enrico Gasparotto       |
| 2003  | Samuele Marzoli        | Danilo Napolitano | Enrico Gasparotto       |
| 2004  | Enrico Gasparotto      | Giovanni Carini   | Francesco Frisoni       |
| 2005  | Emiliano Donadello     | Oscar Gatto       | Roberto Ferrari         |
| 2006  | Daniel Oss             | Fabrizio Amerighi | Stiven Fanelli          |
| 2007  | Mauro Abel Richeze     | Andrea Piechele   | Andrea Pinos            |
| 2008  | Enrico Cecchin         | Elia Viviani      | Alex Buttazzoni         |
| 2009  | Emanuele Moschen       | Ilya Gorodnichev  | Federico Bontorin       |
| 2010  | Christian Delle Stelle | Cristian Rossi    | Daniele Cavasin         |
| 2011  | Filippo Fortin         | Marco Benfatto    | Andrea Palini           |
| 2012  | Andrea Dal Col         | Nicola Ruffoni    | Sebastiano Dal Cappello |
| 2013  | Nicola Toffali         | Fabio Chinello    | Daniele Cavasin         |
| 2014  | Jakub Mareczko         | Xhuliano Kamberaj | Nicolas Marini          |
| 2015  | Riccardo Minali        | Marco Maronese    | Marco Gaggia            |
| 2016  | Riccardo Minali        | Ahmed Galdoune    | Michael Bresciani       |